# Saint-Martin-de-Juillers
Saint-Martin-de-Juillers ist eine französische Gemeinde mit 152 Einwohnern (Stand: 1. Januar 2022) im Département Charente-Maritime in der Region Nouvelle-Aquitaine (vor 2016: Poitou-Charentes); sie gehört zum Arrondissement Saint-Jean-d’Angély und zum Kanton Matha. Die Einwohner werden Saint-Martiniers und Saint-Martinières genannt.

## Geographie
Saint-Martin-de-Juillers liegt etwa 70 Kilometer ostsüdöstlich von La Rochelle in der Saintonge. Umgeben wird Saint-Martin-de-Juillers von den Nachbargemeinden Cherbonnières im Norden, Gibourne im Süden und Osten, La Brousse im Süden und Südwesten sowie Saint-Pierre-de-Juillers im Westen.

## Bevölkerungsentwicklung
| Jahr                       | 1962 | 1968 | 1975 | 1982 | 1990 | 1999 | 2006 | 2019 |
| Einwohner                  | 229  | 219  | 182  | 168  | 164  | 148  | 157  | 157  |
| Quellen: Cassini und INSEE |      |      |      |      |      |      |      |      |

## Sehenswürdigkeiten
- Kirche Saint-Martin aus dem 12. Jahrhundert, seit 1990 als Monument historique klassifiziert

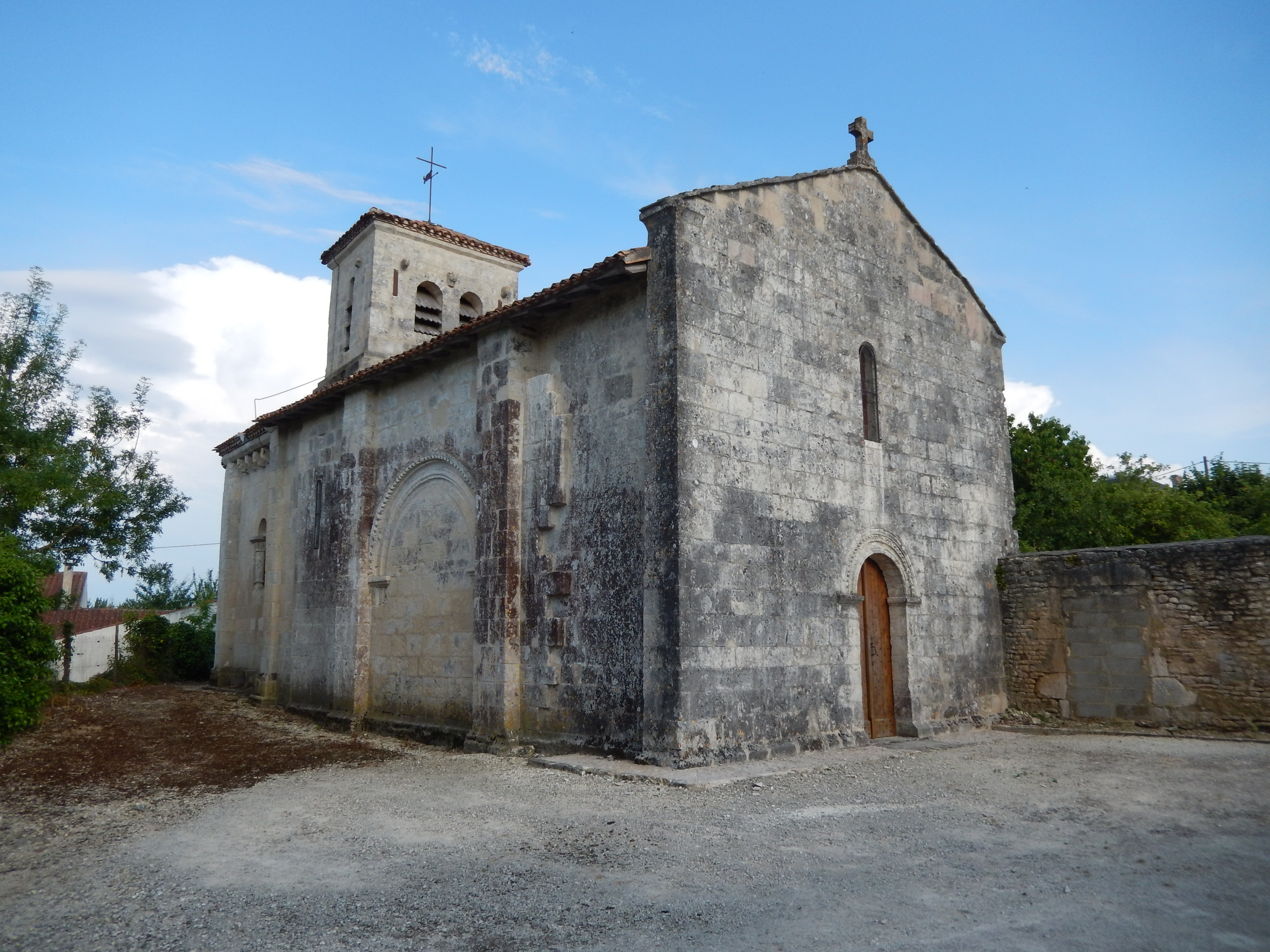
Kirche Saint-Martin